# باشگاه فوتبال تراکتورسازی تبریز در فصل ۷۱–۱۳۷۰
در این فصل، تیم تراکتورسازی برای ۲۲ومین سال تأسیس خود در سطح اول فوتبال ایران قرار گرفت. در این سال که نخستین دوره لیگ سطح بالای کشور در آن زمان صورت گرفت، تراکتورسازی نیز در آن لیگ حضور پیدا کرد و تنها نماینده آذربایجان شرقی در فوتبال کشور بود. تراکتورسازی در این فصل نتیجه چندان مطلوبی را کسب نکرد و به مقام ۱۰ از ۱۲ تیم رضایت داد

## جدول رده‌بندی
| رده | تیم               | بازی | برد | مساوی | باخت | گلِ‌زده | گلِ‌خورده | امتیاز | توضیحات                    |
| --- | ----------------- | ---- | --- | ----- | ---- | ----- | ------- | ------ | -------------------------- |
| ۱   | پاس تهران         | ۲۲   | ۱۴  | ۶     | ۲    | ۳۲    | ۱۱      | ۳۴     | صعود به جام باشگاه‌های آسیا |
| ۲   | استقلال تهران     | ۲۲   | ۱۲  | ۸     | ۲    | ۳۰    | ۱۵      | ۳۲     |                            |
| ۳   | پرسپولیس تهران    | ۲۲   | ۱۳  | ۵     | ۴    | ۳۰    | ۱۲      | ۳۱     |                            |
| ۴   | ملوان بندرانزلی   | ۲۲   | ۹   | ۸     | ۵    | ۲۱    | ۱۱      | ۲۶     |                            |
| ۵   | جنوب اهواز        | ۲۲   | ۷   | ۸     | ۷    | ۲۵    | ۲۶      | ۲۲     |                            |
| ۶   | سپاهان اصفهان     | ۲۲   | ۹   | ۴     | ۹    | ۲۰    | ۳۰      | ۲۲     |                            |
| ۷   | نساجی مازندران    | ۲۲   | ۶   | ۸     | ۸    | ۱۶    | ۲۲      | ۲۰     |                            |
| ۸   | استقلال اهواز     | ۲۲   | ۶   | ۷     | ۹    | ۲۵    | ۲۳      | ۱۹     |                            |
| ۹   | کمای شیراز        | ۲۲   | ۴   | ۹     | ۹    | ۹     | ۲۱      | ۱۷     |                            |
| ۱۰  | تراکتورسازی تبریز | ۲۲   | ۵   | ۶     | ۱۱   | ۲۵    | ۳۲      | ۱۶     |                            |
| ۱۱  | استقلال رشت       | ۲۲   | ۴   | ۷     | ۱۱   | ۱۳    | ۲۱      | ۱۵     |                            |
| ۱۲  | ابومسلم خراسان    | ۲۲   | ۳   | ۴     | ۱۵   | ۱۴    | ۳۶      | ۱۰     |                            |